# UAIOE
UAIOE — четвёртый студийный альбом индастриал-рок-группы KMFDM, выпущенный в 1989 году.

## Обзор
Записанный в Гамбурге в период 1988—1989 годов, UAIOE был отмечен участием регги-вокалиста Моргана Аджея и барабанщика Рудольфа Наоми, работавшего вместе с группой в течение 80-х годов; Рэймонд Уоттс, покинувший группу во время записи предыдущего альбома, тем не менее кредитован в буклете переиздания 2006 года как соавтор композиций «Loving Can Be an Art (Saturation Mix)» и «Thumb Thumb» — альтернативных версий песен «Conillon» и «Kickin’ Ass» с альбома What Do You Know, Deutschland?, соответственно.
UAIOE — первый альбом KMFDM, название которого состоит из пяти букв. Вплоть до 2005 года сохранялась традиция присвоения альбомам пятибуквенных названий.
12 сентября 2006 года был выпущен цифровой ремастеринг UAIOE, наряду с альбомами Don’t Blow Your Top и What Do You Know, Deutschland? на лейбле Metropolis Records.

## Список композиций
Слова и музыка всех песен — написаны Сашей Конецко и Эн Эшем, за исключением отмеченных.
| №                   | Название                                                         | Автор(ы)                   | Длительность |
| ------------------- | ---------------------------------------------------------------- | -------------------------- | ------------ |
| 1.                  | «Murder»                                                         |                            | 3:26         |
| 2.                  | «UAIOE»                                                          |                            | 3:57         |
| 3.                  | «Loving Can Be an Art» (Saturation Mix)                          | Конецко, Эш, Рэймонд Уоттс | 4:13         |
| 4.                  | «More & Faster 243»                                              |                            | 2:55         |
| 5.                  | «Rip the System» (Duck & Cover Mix)                              |                            | 3:20         |
| 6.                  | «Thrash Up!»                                                     |                            | 3:17         |
| 7.                  | «En Esch»                                                        |                            | 3:19         |
| 8.                  | «Ganja Rock»                                                     |                            | 5:05         |
| 9.                  | «Thumb Thumb»                                                    | Конецко, Эш, Уоттс         | 3:55         |
| 10.                 | «More & Faster» (Cash Beat and Deutschland Strikeback releases)  |                            | 3:30         |
| 11.                 | «Rip the System» (Cash Beat and Deutschland Strikeback releases) |                            | 3:34         |
| 12.                 | «Naff Off» (Cash Beat and Deutschland Strikeback releases)       |                            | 4:16         |
| 13.                 | «Virus» (Deutschland Strikeback release)                         |                            | 5:40         |
| Общая длительность: | Общая длительность:                                              | Общая длительность:        | 50:27        |

## Участники записи
- Саша Конецко — бас-гитара, вокал, гитара, синтезатор, программирование, продюсирование (треки 1—3, 5—9), сведе́ние (треки 1, 9), ремастеринг
- Эн Эш[англ.] — вокал, гитара, программирование
- Рудольф Наоми — ударные
- Сигрид Мейер — бэк-вокал (треки 4, 6)
- Морган Аджей — вокал (треки 1, 3, 4, 8, 9)
- FM Einheit — продюсирование (трек 4)
- Бланк Монтана — звукоинженер
- Ник Хэд — сведе́ние (треки 2, 5—8)
- Эдриан Шервуд[англ.] — сведе́ние (треки 3, 4)
- Brute! — дизайн обложки